# Thomas Haden Church
 (janvier 2022).
Si vous disposez d'ouvrages ou d'articles de référence ou si vous connaissez des sites web de qualité traitant du thème abordé ici, merci de compléter l'article en donnant les références utiles à sa vérifiabilité et en les liant à la section « Notes et références ».
Thomas Haden Church (de son vrai nom Thomas Richard McMillen), né le 17 juin 1960 à Woodland est un acteur, producteur exécutif, réalisateur et scénariste américain.

## Biographie

### Enfance et formation
Il naît Thomas Richard McMillen. Il est né le 17 juin 1960 à Woodland.
Il a fréquenté l’Université du Nord du Texas alors qu’il vivait à Dallas.

### Carrière
Church a commencé dans le secteur du divertissement en tant que personnalité de la radio et en tant que Voix off.
Il devient le nouveau méchant Flint Marko / Homme-Sable de Spider-Man 3 (2007), succédant à Willem Dafoe et Alfred Molina, il accepte même ce rôle sans avoir lu le script en premier.
En 2021, il reprend son rôle d'Homme-Sable dans Spider-Man: No Way Home de Jon Watts, 27e film de l'univers cinématographique Marvel. Ce projet ambitieux s'inscrit dans la saga du Multivers de la franchise, et marque notamment le retour de Tobey Maguire et Andrew Garfield dans le costume de Spider-Man, ainsi que celui de Willem Dafoe, Alfred Molina, Jamie Foxx, et Rhys Ifans qui reprennent leurs rôles des différents méchants qu'ils jouent dans les précédents films. À l'instar d'Ifans, Haden Church ne prête que sa voix au personnage qui apparait numériquement sous sa forme « Homme-Sable », tandis que des extraits du film Spider-Man 3 ont servi pour montrer le personnage sous sa forme humaine

## Filmographie

### Cinéma

#### Années 1990
- 1993 : Tombstone : Billy Clanton
- 1995 : Le Cavalier du Diable  : Roach
- 1997 : George de la jungle : Lyle Van de Groot
- 1998 : Susan a un plan : Dr Chris Stillman

#### Années 2000
- 2000 : The Specials : Ted Tilderbrook/The Strobe
- 2001 : Destination : Graceland : Quigley
- 2002 : En eaux troubles (The Badge) : David Hardwick
- 2003 : George de la jungle 2 : Lyle Van de Groot
- 2004 : Sideways : Jack
- 2005 : Spanglish : Mick
- 2006 : Idiocracy : le PDG de Brawndo
- 2006 : Le Petit Monde de Charlotte : Brooks (voix)
- 2006 : Nos voisins les hommes : Véve L'Exterminator
- 2007 : Spider-Man 3 de Sam Raimi : Flint Marko / l'Homme-Sable
- 2009 : Smart People : Chuck Wetherhold
- 2009 : Don McKay : Don McKay
- 2009 : Dans ses rêves (Imagine That) : Johnny Whitefeather
- 2009 : Les Zintrus : Tazer (voix)
- 2009 : All About Steve : Hartman Hughes

#### Années 2010
- 2010 : Easy Girl : M. Griffith
- 2011 : Another Happy Day de Sam Levinson : Paul
- 2012 : Nouveau Départ (We Bought a Zoo) de Cameron Crowe : Duncan Mee
- 2012 : John Carter d'Andrew Stanton : Tal Hajus
- 2012 : Killer Joe de William Friedkin : Ansel Smith
- 2013 : Whitewash d'Emanuel Hoss-Desmarais : Bruce
- 2013 : Lucky Them de Megan Griffiths : Charlie
- 2014 : Et si le ciel existait ? (Heaven Is for Real) de Randall Wallace : Jay Wilkins
- 2015 : Max de Boaz Yakin : Raymond "Ray" Wincott
- 2015 : Very Bad Dads de Sean Anders : Leo Holt
- 2017 : Crash Pad (en) de Kevin Tent : Grady
- 2019 : Hellboy de Neil Marshall : Lobster Johnson

#### Années 2020
- 2020 : The 24th (en) de Kevin Willmott (en) : Lt. Col. Norton
- 2021 : Spider-Man: No Way Home de Jon Watts : Flint Marko / L'Homme-Sable (image de synthèse)
- 2022 : Acidman de Alexandre Lehmann : Lloyd
- 2023 : Accidental Texan de Mark Lambert Bristol : Merle
- 2025 : Wake Up Dead Man: A Knives Out Mystery de Rian Johnson : Samson Holt[6]

### Télévision
- 1989 : Cheers : Gordie Brown (1 épisode)

- 2016-2019 : Divorce : Robert

## Voix francophones
De 1995 à 2001, Thomas Haden Church est doublé à deux reprises par Renaud Marx dans George de la jungle et George de la jungle 2, ainsi que par Bernard Lanneau dans Ned and Stacey (en), Constantin Pappas dans Free Money et Joël Zaffarano dans Monkeybone.
Le doublant une première fois en 2004 dans  Sideways, Eric Herson-Macarel devient sa voix la plus régulière et le retrouve dans Smart People, Dans ses rêves, Nouveau Départ et Hellboy. Hervé Furic le double à trois reprises dans Spider-Man 3, Easy Girl et Spider-Man: No Way Home, tandis qu'il est doublé à titre exceptionnel par Antoine Tomé dans Spanglish, Robert Guilmard dans All About Steve, Serge Biavan dans Les Zintrus, Tangi Daniel dans Killer Joe, Philippe Catoire dans Very Bad Dads et David Krüger dans Twisted Metal. Patrick Béthune, qui le double dans John Carter, est remplacé par  Philippe Vincent  au cours de la série Divorce.